# إيلينا باليستيروس
إيلينا باليستيروس (بالإسبانية: Elena Ballesteros)‏ هي ممثلة إسبانية، ولدت يوم 6 يوليو 1981 في مدريد في إسبانيا.

## روابط خارجية
- إيلينا باليستيروس على موقع IMDb (الإنجليزية)
- إيلينا باليستيروس على موقع ألو سيني (الفرنسية)
- إيلينا باليستيروس على موقع قاعدة بيانات الفيلم (الإنجليزية)

لم يتم العثور على روابط لمواقع التواصل الاجتماعي.